# Price-Anderson Nuclear Industries Indemnity Act
 (novembre 2008).
Si vous disposez d'ouvrages ou d'articles de référence ou si vous connaissez des sites web de qualité traitant du thème abordé ici, merci de compléter l'article en donnant les références utiles à sa vérifiabilité et en les liant à la section « Notes et références ».
La Loi Price-Anderson (en anglais : Price-Anderson Act, ou plus complètement Price-Anderson Nuclear Industries Indemnity Act, loi Price-Anderson relative aux indemnisations dans l'industrie nucléaire) est une loi fédérale des États-Unis votée en 1957 puis renouvelée plusieurs fois et qui détermine les responsabilités financières relatives à l'ensemble des installations nucléaires civiles construites aux États-Unis.
L'objectif principal de cette loi est de maintenir la couverture financière, pour le public, du risque d'incident ou d'accident nucléaire, tout en compensant en partie les coûts afférents à cette garantie pour l'industrie nucléaire. Les risques liés à l'exploitation d'installations nucléaire civiles sont dès lors garantis par une assurance de type responsabilité sans faute, avec un plafond pour la responsabilité de l'industrie privée de 12,5 milliards de dollars (en 2009). Les indemnisations au-delà de ce plafond sont couvertes par le gouvernement fédéral. 
Au moment du vote de cette loi, les risques liés à l'exploitation d'installations nucléaires ne sont pas précisément quantifiés. Les investisseurs privés ne sont pas enclins à s'engager dans la production électronucléaire sans limitation de leur responsabilité financière ; la loi créé donc l'environnement légal favorable au développement de l'industrie nucléaire privée aux États-Unis.
Cette loi a été critiquée à de nombreuses reprises, notamment par des associations de consommateurs ou des militants antinucléaire qui l'accusent de fausser la concurrence vis-à-vis des autres sources d'énergie. En 1978, le Groupe d'étude de l'environnement de Caroline (Carolina Environmental Study Group) a accusé la loi Price-Anderson d'anticonstitutionnalité devant la Cour Suprême, qui a rejeté cette accusation.
La loi a été renouvelée pour 20 ans en 2005, sous l'administration Bush.

## Sources
- (en) Cet article est partiellement ou en totalité issu de l’article de Wikipédia en anglais intitulé « Price-Anderson Nuclear Industries Indemnity Act » (voir la liste des auteurs).